# Mordella inornatipennis
Mordella inornatipennis is een keversoort uit de familie spartelkevers (Mordellidae). De wetenschappelijke naam van de soort is voor het eerst geldig gepubliceerd in 1948 door Píc.